# HEART (矢沢永吉のアルバム)
『HEART』（ハート）は、1993年3月31日に発売された矢沢永吉21作目のスタジオ・アルバム。

## 解説
ロサンゼルスとロンドンにてレコーディング。オリコンチャート1位を獲得。

## 収録曲
| 全作曲: 矢沢永吉。 |                        |            |            |      |
| #                  | タイトル               | 作詞       | 作曲・編曲 | 時間 |
| 1.                 | 「涙が…涙が」          | 大津あきら | 矢沢永吉   | 4:31 |
| 2.                 | 「But No」             | ちあき哲也 | 矢沢永吉   | 4:00 |
| 3.                 | 「もう戻れない」       | 松井五郎   | 矢沢永吉   | 5:08 |
| 4.                 | 「闇の中のハリケーン」 | 大津あきら | 矢沢永吉   | 4:09 |
| 5.                 | 「東京」               | 松井五郎   | 矢沢永吉   | 4:43 |
| 6.                 | 「心花よ」             | 大津あきら | 矢沢永吉   | 3:34 |
| 7.                 | 「Rambling Rose」      | ちあき哲也 | 矢沢永吉   | 4:39 |
| 8.                 | 「黄昏に捨てて」       | 大津あきら | 矢沢永吉   | 4:13 |
| 9.                 | 「ハートエイクシティ」 | 大津あきら | 矢沢永吉   | 4:02 |
| 10.                | 「魅惑のメイク」       | ちあき哲也 | 矢沢永吉   | 4:05 |
| 11.                | 「この海に」           | 大津あきら | 矢沢永吉   | 3:54 |
| 合計時間:          | 合計時間:              | 合計時間:  | 46:58      |      |

### 楽曲解説
1. 涙が…涙が
2. But No
3. もう戻れない
4. 闇の中のハリケーン
5. 東京
33枚目のシングル。日本テレビ系ドラマ「はだかの刑事」主題歌。
6. 心花よ
サントリー「BOSS」CMソング。「東京」のカップリング曲。
7. Rambling Rose
8. 黄昏に捨てて
後にシングルカット。
9. ハートエイクシティ
10. 魅惑のメイク
11. この海に